# Oh my god (歌曲)
《Oh My God》是韓國女子團體(G)I-DLE的歌曲，作為她們第三張迷你專輯《I trust》的主打單曲。這首歌於2020年4月6日由Cube娛樂和Kakao M以韓語和英語版本同時發行。這是一首融合陷阱和流行元素的都市嘻哈歌曲，歌詞圍繞自信和光明與黑暗、純潔與罪惡的對比。歌曲由成員田小娟創作並與長期合作夥伴Big Sancho共同製作，英語版歌詞由Lauren Kaori翻譯。
在韓國，這首歌在Gaon数位榜上首週排名第15，並在告示牌世界數位歌曲榜上達到第3名。隨附的音樂錄影帶由尹瑞瑪和張東周導演，在歌曲發行時同步發布。這是(G)I-DLE繼《LATATA》和《HANN (Alone)》之後第三首觀看次數突破一億的音樂錄影帶，並在2020年MTV音乐录影带大奖中獲得最佳K-Pop錄影帶提名。

## 背景
《Oh My God》以韓語和英語版本發行。根據成員曹薇娟的說法，團體特地為了原定的I-LAND: WHO AM I巡演中的全球粉絲而收錄了英語版本。然而，這場巡演後來延期。這首歌的中文版首次在2020年7月5日的I-LAND: WHO AM I線上演唱會中發布，之後於2020年8月26日作為她們第二張日本迷你專輯《Oh my god》的主打單曲發行。

## 作曲
《Oh My God》由隊長田小娟創作並共同製作，她也製作了從《LATATA》到《Lion》的多首熱門歌曲。《Oh My God》是一首融合陷阱和流行元素的都市嘻哈曲，其在節奏上的顯著變化對應了歌曲中的氣氛轉變。這首歌以古典鋼琴聲和強勁的808低音為主導，呈現出夢幻般的氛圍和大膽的製作。在音樂記譜方面，這首歌以E小調寫成，節奏為每分鐘110拍。
歌曲的歌詞圍繞著在面對現實和經歷拒絕、困惑、認同和尊嚴等情感時的自我信任主題。MTV的Crystal Bell形容這首歌是一首融合了黑暗和陷阱元素的歌曲，其歌詞對光明與黑暗、純潔與罪惡之間的對比進行了描述，傳達出真正的神聖來自於認識和信任自己這一概念。
這首歌中特別的歌詞「Oh my god / she took me to the sky / Oh my god / she showed me all the stars」引發了聽眾對於所指何物的疑問。田小娟回應說，這些意象和歌詞代表著多種形式的愛，她會讓聽眾自己去詮釋這些內容。

## 宣傳
(G)I-DLE為這首歌曲準備了兩種版本的編舞，分別是黑色（惡魔）和白色（天使），並在音樂節目中表演。4月9日，團體在Mnet的《M Countdown》首次表演了黑色版本，隨後在KBS的《音乐银行》表演了白色版本。她們還在MBC的《Show! 音樂中心》、SBS的《人气歌谣》、Arirang TV的《Simply K-Pop》以及SBS M的《THE SHOW》上進行了表演。
4月11日，(G)I-DLE舉行了一個特別活動，名為「Oh My Call」，50名被選中的粉絲參加了這場線上見面會。4月25日，團體在 Hello82 平台上舉辦了一場搞笑的預錄第一場個人演唱會「安全屋演唱會」，工作人員被直擊手動控制頻閃燈、旋轉舞台燈、使用擴香器製造人造舞台霧並投擲紙屑。
(G)I-DLE於4月29日參加了第32屆韓國 PD 大獎並表演了這首歌曲。6月23日，團體在 KCON 2020 夏季活動上表演了這首歌曲。她們還在6月26日 KBS《音樂銀行》的年中特輯「Music Bank Cinema」上表演了這首歌曲。

## 評論反響
來自 Wild949 的 Karina Macias 表示，這首歌曲融入了宝莱坞、流行和陷阱等多種音樂風格，並稱讚團體在音樂錄影帶中的柔和和強烈形象。MTV的 Crystal Bell 表示，《Oh My God》是他們潮流音樂風格的自然演變，建立在《Lion》的張力之上，並增加了一個慢慢醞釀的下降音效，這對於西方市場來說，就像爱莉安娜·格兰德的《上帝是女人》一樣，是一個溫暖的聲音和主題伴侶。IZM的 Kim Do-heon 描述這首歌「同時兼具聆聽和觀看的樂趣」，因為它結合了《Senorita》的拉丁流行節奏和808低音的沉重音效。
Tonplein 的音樂評論家 Yang Sora 將這首歌列為她2020年最佳歌曲排行榜的第15名，讚揚了這首歌的製作和編曲以及團員們的歌唱技巧。這首歌還被 Paper（第28名）、Dazed（第18名）和 Hypebae（未排名）列為年度最佳 K-pop 歌曲之一。

## 商業表現
《Oh My God》在韓國主要的即時音樂排行榜上名列前茅，包括在 Bugs、Genie 和NAVER等三個音樂榜上排名第一，這是她們繼2018年《HANN (Alone)》之後第二次登上音樂榜首位。這首歌還首次登上蘇格蘭和匈牙利的音樂排行榜。在中國，這首單曲自發行以來在网易云音乐的每日人氣榜、新歌榜和每週 K-pop 榜上均排名第一。《Oh My God》在KKBOX香港韓語單曲週榜上首週排名第13，並在2020年第16週達到第2名。在台灣，這首歌在KKBOX台灣韓語週榜上首週排名第21，最高達到第3名。
4月17日，(G)I-DLE在KBS的《音乐银行》中贏得了她們的首次公開播放獎。隨後，她們在SBS的《人气歌谣》、Mnet的《M Countdown》和MBC的《Show! 音樂中心》中又獲得了三個獎項，這標誌著 (G)I-dle 自出道以來首次在音樂節目中達成大滿貫。根據 Amazer 的數據，《Oh My God》在4月份成為最多人翻唱的 K-Pop 歌曲。

## 音樂錄影帶
在《Oh My God》發行之前，歌曲的音樂錄影帶預告於2020年4月6日凌晨韓國時間發布。該預告片在YouTube上發布11小時內觀看次數就超過了100萬次。音樂錄影帶以隊長田小娟在一個白色房間的獨舞開場，然後她逃離現實，逐漸進入夢境。錄影帶中包含了許多黑暗的視覺元素，例如全身浸泡在紫色液體和紅色泥土中、黑色身體彩繪，以及向臉上倒紅色液體的場景。錄影帶的結尾，徐穗珍低語「Ab imo pectore」，這句拉丁語意思是「從心底」或「帶著最深的愛」。
這首歌的編舞由 Star System 創作，錄影帶由 Rigend Film 製作團隊的導演尹利瑪和張東洙執導。助理導演包括李永哦、金恩雅、李善孝、崔恩貞和具恩智。其他主要人員包括製作助理崔成鎮、朴尚哲和一株，而角色生成器是金恩雅、李善孝、崔恩貞、具恩智、金寶亨、李睿琳和裴海恩。攝影指導是尹仁模（ATOD），燈光師是朴俊熙（Park Junhee），藝術總監是申貴玉（Shin Gwiock，A）。
這首歌的單色歌詞影片於4月8日發布，4月12日發布了《Oh My God》的舞蹈練習影片。4月20日，為了慶祝MV達到5000萬次觀看，團體發布了一個特別的《Oh My God》天堂版本編舞影片，展示了她們不同的魅力，作為給粉絲的禮物。

### 反響
Billboard 的 Mia Nazarena 在一篇關於專輯的文章中持正面評價，稱讚音樂錄影帶中「戲劇性的場景、視覺上令人驚豔的佈景、精緻的編舞和精心策劃的服裝變換」。2020年4月7日，據報導音樂錄影帶在發行24小時內觀看次數達到1700萬次。4月13日，音樂錄影帶在 YouTube 上達到5000萬次觀看，成為該團體最快達到這一里程碑的影片。2020年7月9日，《Oh My God》的音樂錄影帶在發布三個月後達到1億次觀看。印度《滾石》將這支音樂錄影帶評為2020年第四佳的 K-pop 音樂錄影帶。

### 抄襲指控
在(G)I-DLE的音樂錄影帶預告發布後，觀眾指出《Oh My God》預告片中的幾個場景在外觀和顏色上與英國流行歌手FKA Twigs於2019年發行的《Cellophane》音樂錄影帶相似。隨後，這一爭議引起了FKA Twigs粉絲的關注，導致該團體的海外粉絲表示反對，並在海外社交網絡上展開了抄襲指控的討論。Cube娛樂的一位代表回應道：「我們尚未掌握具體情況。我們會進一步了解並解決此事。」

## 獲獎
| 年份 | 機構               | 類別                | 結果 | Ref.   |
| ---- | ------------------ | ------------------- | ---- | ------ |
| 2020 | JOOX香港頂級音樂獎 | 前20名Kpop歌曲      | 提名 | [ 53 ] |
| 2020 | MTV音樂錄影帶大獎  | 最佳K-Pop音樂錄影帶 | 提名 | [ 54 ] |
| 2021 | 金唱片獎           | 最佳女性表演獎      | 獲獎 | [ 55 ] |

| 節目           | 日期    | Ref.   |
| -------------- | ------- | ------ |
| M Countdown    | 4月16日 | [ 56 ] |
| 音乐银行       | 4月17日 | [ 57 ] |
| Show! 音樂中心 | 4月18日 | [ 58 ] |
| 人气歌谣       | 4月19日 | [ 59 ] |

## 榜单
| 榜单（2020年）                             | 最高 排位 |
| ------------------------------------------ | --------- |
| 匈牙利（四十強單曲榜）                     | 24        |
| 蘇格蘭（官方榜单公司單曲榜）               | 97        |
| 新加坡（新加坡唱片業協會）                 | 21        |
| 韩国（Gaon数字单曲榜）                     | 15        |
| 韩国（《告示牌》K-pop Hot 100）            | 10        |
| 美国（《告示牌》World Digital Song Sales） | 3         |

| 榜单（2020年）     | 最高 排位 |
| ------------------ | --------- |
| 韩国（Gaon单曲榜） | 29        |

| 榜单（2020年）     | 最高 排位 |
| ------------------ | --------- |
| 韩国（Gaon单曲榜） | 153       |

## 認證
| 地區                   | 认证 | 认证单位/销量 |
| ---------------------- | ---- | ------------- |
| 巴西（巴西唱片業協會） | 白金 | 40,000‡       |
| ‡僅含認證的+實際銷量   |      |               |

## 發行歷史
| 地區 | 日期         | 格式              | 發行商                       |
| ---- | ------------ | ----------------- | ---------------------------- |
| 全球 | 2020年4月6日 | 數位下載 串流媒體 | Cube Kakao M U-Cube Republic |